# Lupus érythémateux tumidus
Le lupus érythémateux tumide ou lupus érythémateux tumidus (ou Tumid lupus erythematosus ou TLE pour les anglophones) est une variante rare du lupus érythémateux cutané. 

## Étymologie
Tumide en latin signifie « bosselé » ou « tuméfié ».

## Prévalence
C'est une maladie rare, qui affecte essentiellement des femmes jeunes. 

## Clinique
Cliniquement parlant, la maladie évoque 
- la lucite polymorphe,
- le lupus érythémateux disséminé (SLE),
- la mucinose réticulée érythémateuse, ou
- un érythème annulaire[1].

## Histopathologie
Histopathologiquement parlant, les lésions peuvent faire évoquer un lupus érythémateux classique pour la présence d'infiltrats inflammatoires lymphohistiocytiques et de mucine dermale, en superficie et en profondeur de la peau ; mais contrairement à un lupus érythémateux classique, il y a peu ou pas de participation épidermique ou dermo-épidermique. 
Les résultats des tests d'anticorps antinucléaires sont généralement négatifs

## Origines
Elles sont encore mal comprises. 
Dans certains cas, ce lupus pourrait être induit par une bactérie (borrelia, spirochète) responsable de la maladie de Lyme, tout comme une autre forme d'érythème (Erythema anulare centrifugum.